# Kanal Erie
Erie je umjetno prokopan kanal u saveznoj državi New York izgrađen kako bi se stvorio morski put od Velikih jezera do Atlantskog oceana. Kanal je dugačak 584 km te povezuje jezero Erie kod grada Buffala, s rijekom Hudson kod Albanyja. 
Kanal je prokopan 1825. godine, te je u vrijeme izgradnje bio drugi najveći svjetski kanal, nakon kineskog Velikog kanala i značajno je pridonio gospodarskom razvoju savezne države New York i samih Sjedinjenih Američkih Država. Izgradnja kanala prvi put je predložena 1780-ih, te ponovno 1807. godine. Sama izgradnja započela je 1817. te je otvoren 26. listopada 1825. Kanal ima 34 brodske prevodnice, a razlika u nadmorskoj visini iznosti 172 metra.
U vrijeme izgradnje, budući da nije postojala željeznica, prijevoz brodovima kroz kanal bio je mnogo brži od prijevoza kolima koja su vukle životinje, te su troškovi smanjeni za 95 posto. Kanal je luci New York dao veliku prednost u odnosu na sve ostale lučke gradove SAD-a te je pokrenuo veliki politički i kulturni uspon države u 19. stoljeću. Pridonio je i velikom rastu broja stanovnika u zapadnom New Yorku, te otvaranju ostalih regija na zapadu za daljnje naseljavanje. Kanal je proširen između 1834. i 1862. godine, te je najveći promet zabilježen 1855. godine kada je njime prošlo 33,000 komercijalnih pošiljki. 
Kongres Sjedinjenih Američkih Država je 2000. godine kanal proglasio dijelom kulturne baštine kako bi se naglasio nacionalni značaj ovog kanalskog sustava kao najuspješnijeg i najutjecajnijeg vodenog puta koji je čovjek izgradio i jednog od najvažnijih radova građevinskog inženjerstva u Sjevernoj Americi. Nakon povlačenje iz upotrebe komercijalnog broda Day Peckinpaugh 1994. godine, kanalom se uglavnom koriste rekreacijska plovila, iako je do blagog oporavka komercijalnog prometa došlo 2008. godine.